# Gamze Gürdal
Gamze Gürdal, née le 12 juin 1995, est une pratiquante turque de para-taekwondo, championne d'Europe, qui concourt dans la catégorie K44 des moins de 57 kg.

## Carrière sportive
Gürdal mesure 170 cm (5 ft 7 in) pour un poids de 57 kg (126 lb). Elle est membre du club EGO SK de la Municipalité Métropolitaine d'Ankara et est entraînée par Kürşat Özdemir.
Elle a obtenu une place pour participer aux Jeux Paralympiques d'été de 2020 à Tokyo, au Japon. Elle a remporté la médaille d'or aux Championnats d'Europe de Taekwondo 2022 à Manchester, Royaume-Uni. Aux Championnats d'Europe Para 2023 à Rotterdam, Pays-Bas, elle a également décroché la médaille d'or.
Elle est médaillée d'argent aux Jeux paralympiques de 2024 à Paris.

## Vie privée
Gamze Gürdal est née à Erzurum, en Turquie, le 12 juin 1995. Elle vit actuellement à Konya.